# Langenstadt
Langenstadt (oberfränkisch: Langa-schdohd) ist ein Dorf in der Gemeinde Neudrossenfeld im Landkreis Kulmbach (Oberfranken, Bayern). Die Gemarkung Langenstadt hat eine Fläche von 4,656 km². Sie ist in 506 Flurstücke aufgeteilt, die eine durchschnittliche Flurstücksfläche von 9202,30 m² haben. In ihr liegt neben dem namensgebenden Ort der Gemeindeteil Igelsreuth.

## Geographie

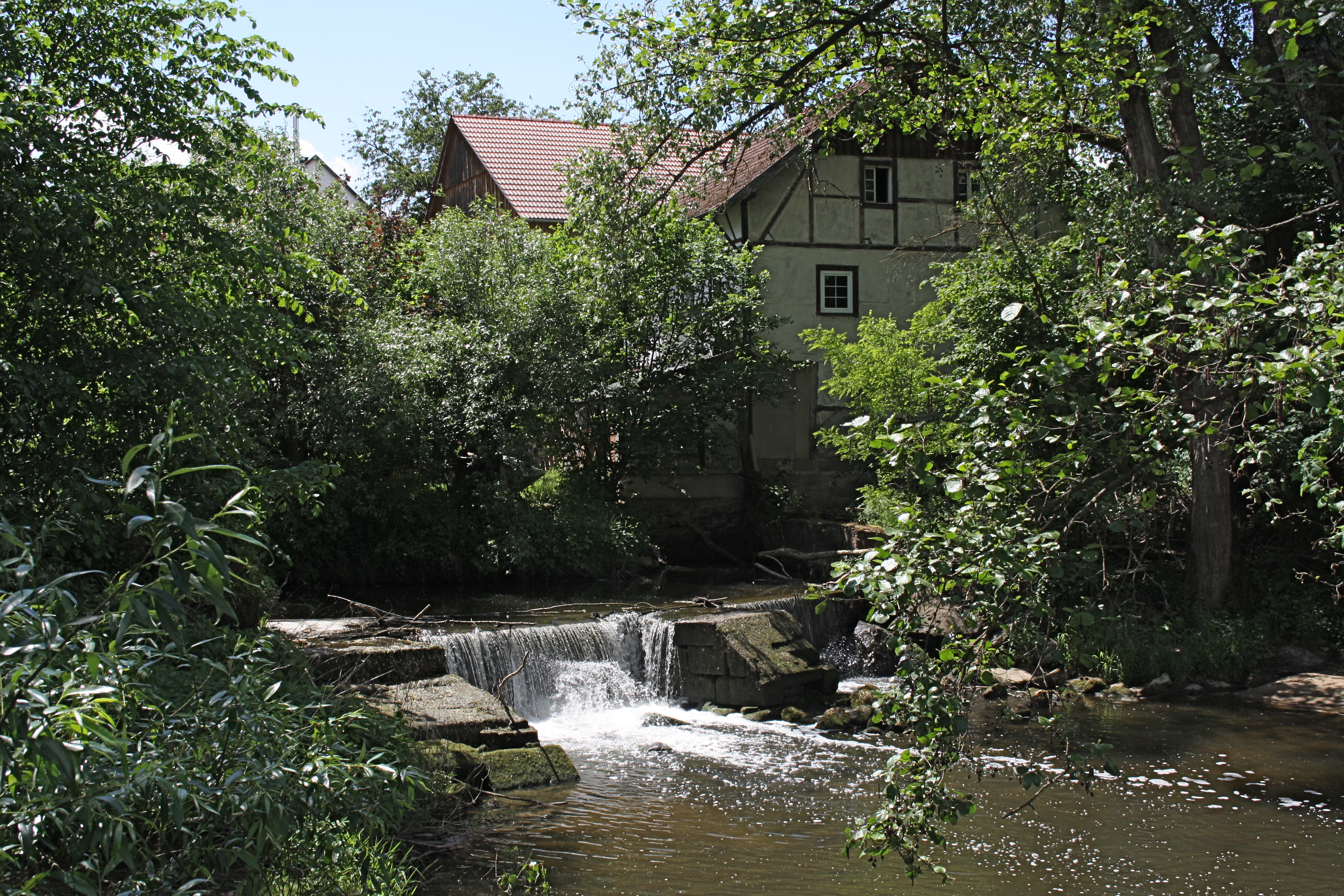
Wehr und ehemalige Mühle am Roten Main

Das Pfarrdorf liegt am linken Ufer des Roten Mains und ist von Acker- und Grünland umgeben. Im Westen befindet sich die Anhöhe Reutersberg, im Süden der Riedberg. Die Kreisstraße KU 16 führt an Unterlettenrangen vorbei nach Dreschen (2,4 km nördlich) bzw. zur Staatsstraße 2189 bei Neuenreuth am Main (1,6 km südöstlich).

## Name
Der Ortsname bedeutet die lange Stätte. Dem entspricht die Anlage der Siedlung als Straßendorf.

## Geschichte

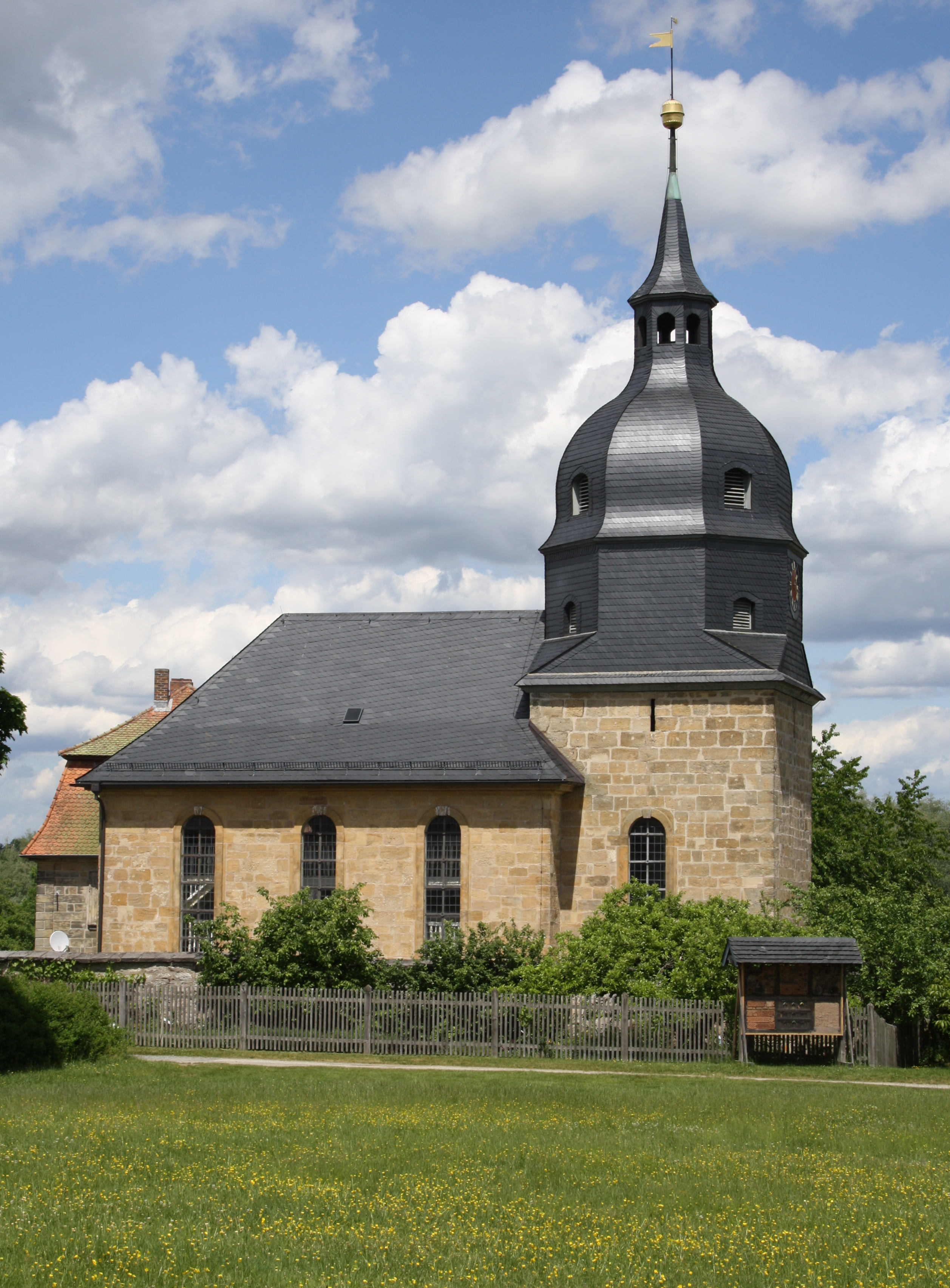
Kirche „Unsere Liebe Frau“

Der Ort wurde 1216 als „Langenstat“ erstmals urkundlich erwähnt. Otto Herzog von Meranien schenkte sein Allod im besagten Ort dem Kloster Langheim.
Nach dem Aussterben der Herzöge von Andechs-Meranien kamen mehrere Adelsgeschlechter, darunter die Grafen von Orlamünde und die Nürnberger Burggrafen, als Erben zum Zuge. Der Bamberger Bischof forderte vor allem die oberfränkischen Besitzungen der Andechser, was trotz der damals herrschenden Hungersnot für Unruhe sorgte und sogar zu kriegerischen Auseinandersetzungen führte. Am 14. Dezember 1260 trafen sich im heutigen Langenstadter Wirtshaus „Zur Linde“ die Schiedsrichter und beendeten den Streit.
Gegen Ende des 18. Jahrhunderts bestand Langenstadt aus 41 Anwesen. Das Hochgericht übte das bayreuthische Stadtvogteiamt Kulmbach aus. Die Dorf- und Gemeindeherrschaft hatte der bambergische Langheimer Amtshof. Grundherren waren
- der Langheimer Amtshof (1 Wirtshaus, 1 Mühle, 14 Höfe, 1 Höflein, 1 Halbhöflein, 3 Güter, 1 unbebautes Gut, 1 Gütlein, 2 Söldengüter, 8 Sölden, 1 Tropfgut, 4 Tropfgütlein, 1 Häuslein),
- die Kaplanei Creußen (1 Tropfhofstatt),
- die Pfarrei Neudrossenfeld (1 Schmiede).

Die Anwesen der beiden letztgenannten Grundherren unterstanden mittelbar in der Vogtei dem Stadtvogteiamt Kulmbach und in der Steuer dem Kastenamt Kulmbach. Neben den Anwesen gab es noch 1 Kirche und 1 Schulhaus.

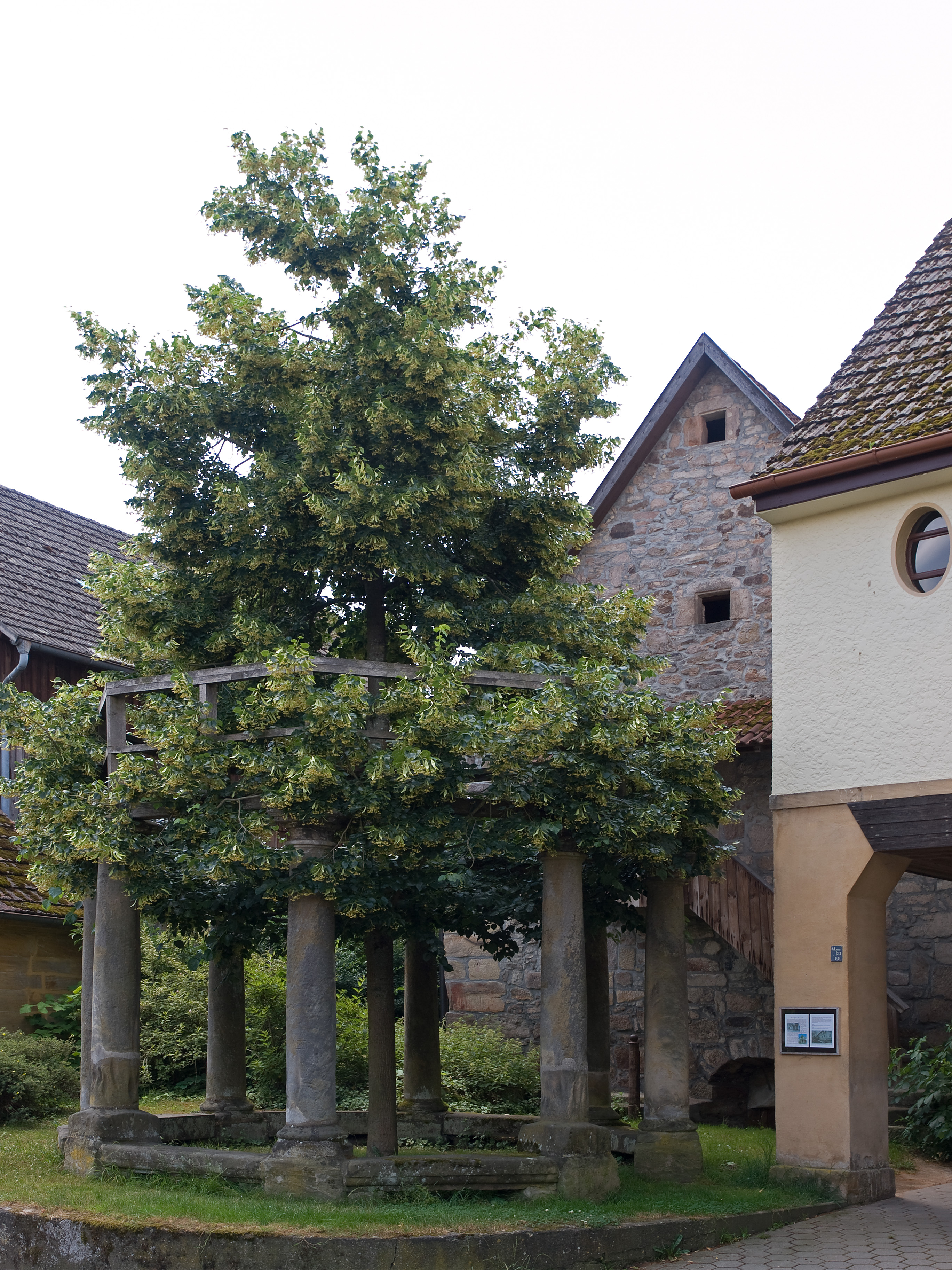
Tanzlinde

Von 1797 bis 1810 unterstand der Ort dem Justiz- und Kammeramt Kulmbach. Mit dem Gemeindeedikt wurde Langenstadt 1811 dem Steuerdistrikt Hutschdorf und 1812 der Ruralgemeinde Hutschdorf zugewiesen. Mit dem Zweiten Gemeindeedikt (1818) entstand die Ruralgemeinde Langenstadt, zu der noch der Ort Igelsreuth gehörte. Sie war in Verwaltung und Gerichtsbarkeit dem Landgericht Kulmbach zugeordnet und in der Finanzverwaltung dem Rentamt Kulmbach. 1852 wurde Hutschdorf dem Landgericht Thurnau und dem Rentamt Thurnau (1919 in Finanzamt Thurnau umbenannt) überwiesen. Ab 1862 gehörte Langenstadt zum Bezirksamt Kulmbach (1939 in Landkreis Kulmbach umbenannt). Die Gerichtsbarkeit blieb beim Landgericht Thurnau (1879 in das Amtsgericht Thurnau umbenannt). 1929 wurde die Gerichtsbarkeit vom Amtsgericht Kulmbach und die Finanzverwaltung vom Finanzamt Kulmbach übernommen. Die Gemeinde hatte eine Fläche von 4,622 km².
Am 1. Januar 1972 wurde die Gemeinde Langenstadt im Zuge der Gebietsreform in Bayern nach Leuchau eingegliedert. Am 1. Juli 1976 wurde die Gemeinde Leuchau aufgelöst, dabei wurden Langenstadt, Igelsreuth und weitere Gemeindeteile nach Neudrossenfeld eingegliedert.

### Baudenkmäler
- Evangelisch-lutherische Kirche Unsere Liebe Frau mit Friedhof
- Haus Nr. 02: Bauernhaus
- Haus Nr. 03: Eingeschossiger Sandsteinbau, verputzt, Giebel mit Riegelfachwerk, Schlussstein bezeichnet „1778“[15]
- Haus Nr. 08: Tanzhaus
- Haus Nr. 10: Ehemaliges Pfarrhaus
- Haus Nr. 17: Dreiseithof
- Haus Nr. 24: Wohnhaus
- Haus Nr. 27 und 38: Wohnstallhäuser
- Tanzlinde

### Einwohnerentwicklung
Gemeinde Langenstadt
| Jahr      | 1818   | 1840   | 1852   | 1855   | 1861   | 1867   | 1871   | 1875   | 1880   | 1885   | 1890   | 1895   | 1900   | 1905   | 1910   | 1919   | 1925   | 1933   | 1939   | 1946   | 1950   | 1952   | 1961   | 1970   |
| Einwohner | 198    | 219    | 251    | 254    | 256    | 252    | 262    | 264    | 271    | 262    | 249    | 252    | 274    | 269    | 269    | 261    | 239    | 245    | 224    | 311    | 313    | 290    | 241    | 221    |
| Häuser    | 34     |        |        |        |        |        | 43     |        |        | 46     | 48     |        | 46     |        |        |        | 43     |        |        |        | 50     |        | 50     |        |
| Quelle    | [ 10 ] | [ 17 ] | [ 17 ] | [ 17 ] | [ 18 ] | [ 19 ] | [ 20 ] | [ 21 ] | [ 22 ] | [ 23 ] | [ 24 ] | [ 17 ] | [ 25 ] | [ 17 ] | [ 26 ] | [ 17 ] | [ 27 ] | [ 17 ] | [ 17 ] | [ 17 ] | [ 28 ] | [ 17 ] | [ 11 ] | [ 29 ] |

Ort Langenstadt
| Jahr      | 001809 | 001818 | 001861 | 001871 | 001885 | 001900 | 001925 | 001950 | 001961 | 001970 | 001987 |
| Einwohner | 195    | 198    | 253    | 258    | 259    | 271    | 232    | 309    | 237    | 218    | 187    |
| Häuser    |        | 34     |        |        | 45     | 45     | 42     | 49     | 49     |        | 60     |
| Quelle    | [ 30 ] | [ 10 ] | [ 18 ] | [ 20 ] | [ 23 ] | [ 25 ] | [ 27 ] | [ 28 ] | [ 11 ] | [ 29 ] | [ 1 ]  |

## Religion
Der Ort ist Sitz der Pfarrei Unsere Liebe Frau und ist seit der Reformation evangelisch-lutherisch geprägt.